# General Manuel Belgrano (departement)
General Manuel Belgrano is een departement in de Argentijnse provincie Misiones. Het departement (Spaans:  departamento) heeft een oppervlakte van 3.331 km² en telt 33.488 inwoners.

## Plaatsen in departement General Manuel Belgrano
- Bernardo de Irigoyen
- Comandante Andrés Guacurarí
- San Antonio